# Sainey Jawo
Sainey Jawo (* 12. Dezember 1999 in Njongon, Niumi) ist ein gambischer Volleyballspieler und Beachvolleyballspieler.

## Karriere
In der Jugend spiele Jawo bei dem Serekunda East Volleyball Team, später gewann er mit einem senegalesischen Verein die senegalesische Meisterschaft.
Jawo spielt in Doha (Katar) in der Volleyballmannschaft des al-Sadd Sports Club. Bei dem Volleyballturnier Emir of Qatar Cup 2019 erreichten sie den dritten Platz. Im Beachvolleyball gewann er mit seinem Spielpartner Babucarr Jarra das Turnier als Team Jarra.
Bei den Afrikaspielen 2019 Ende August in Rabat standen sie im Beachvolleyball gegen das marokkanische Team Zouheir El Graoui und Mohamed Abicha im Finale und gewannen die Goldmedaille. Sie wurden dort von Pa Barrow, Gambias Senior Beachvolleyball Team Cheftrainer, trainiert.